# Hrvatsko muzejsko vijeće
Hrvatsko muzejsko vijeće je savjetodavno tijelo Ministarstva kulture Republike Hrvatske ,sa svrhom obavljanja stručnih i drugih poslova muzejske djelatnosti određenih zakonom.

## Članovi Hrvatskog muzejskog vijeća
Hrvatsko muzejsko vijeće ima predsjednika i šest članova koje imenuje ministar kulture iz redova istaknutih muzejskih stručnjaka, od kojih tri člana predlaže Hrvatsko muzejsko društvo( Sukladno novom muzejskom zakonu HMD više nije jedina nego tek jedna od udruga odnosno institucija koje imaju pravo predlagati članove Hrvatskog muzejskog vijeća). Mandat članova Hrvatskoga muzejskog vijeća traje četiri godine. Vijeće donosi poslovnik o svom radu.

## Zadaci
Hrvatsko muzejsko vijeće razmatra stanje u muzejskoj djelatnosti u Republici Hrvatskoj, predlaže mjere za poticanje njezinog razvitka i unaprjeđivanja, obavlja poslove predviđene ovim Zakonom i drugim propisima, kao i druge poslove koje mu povjeri ministar kulture. Sredstva za rad Hrvatskoga muzejskog vijeća osiguravaju se u Ministarstvu kulture.

## Trenutačni sastav Hrvatskog muzejskog vijeća
Predsjednica Hrvatskog muzejskog vijeća
mr. sc. Dubravka Osrečki Jakelić, muzejska savjetnica, Muzej za umjetnost i obrt, Zagreb
Članovi:
Milvana Arko Pijevac, dipl.ing.bio., muzejska savjetnica, Prirodoslovni muzej Rijeka, Rijeka
dr. sc. Jacqueline Balen, viša kustosica, Arheološki muzej u Zagrebu, Zagreb
Željka Kolveshi, prof., muzejska savjetnica, Muzej grada Zagreba, Zagreb
dr. sc. Marina Viculin, muzejska savjetnica, ravnateljica, Galerija Klovićevi dvori, Zagreb
Grgur Marko Ivanković, prof., viši kustos, ravnatelj, Muzej Slavonije, Osijek
Andro Krstulović Opara, prof., kustos, ravnatelj, Muzeji Ivana Meštrovića, Split

## Prijepori vezani uz Hrvatsko muzejsko vijeće
Članove vijeća dijelom imenuje ministar kulture,a dijelom Hrvatsko muzejsko društvo.Spomenito društvo nije ni jedini niti legitimni predstavnik svih stručnih djelatnika zaposlenih u hrvatskim muzejima(Po novom muzejskom zakonu HMD više nema ekskluzivno pravo predlaganja članova muzejskog vijeća,ono je tek jedna od udruga,odnosno institucija koje to mogu!).
Vijeće je svoj poslovnik o radu donijelo 14 godina nakon što ga je u skladu sa zakonom moralo donijeti.

## Vanjske poveznice
Poslovnik o radu Hrvatskog muzejskog vijeća